# African Cup Winners’ Cup 1978
Der African Cup Winners’ Cup 1978  fand mit 22 Mannschaften statt und endete mit den Finalspielen zwischen MA Hussein Dey aus Algerien und Horoya AC aus Guinea. Sieger wurde Horoya AC, das nach einem 3:1-Sieg im Hinspiel das Rückspiel in mit 2:1 gewinnen konnte.

## Qualifikationsrunde
|                    | Gesamt          |                    | Hinspiel | Rückspiel |
| ------------------ | --------------- | ------------------ | -------- | --------- |
| Al Madina Tripolis | 1               | Sodiam Sports      | w/o      | w/o       |
| Lavori Publici     | 0:2             | al-Hilal Omdurman  | 0:1      | 0:1       |
| Simba FC           | 2:2 (5:3 i. E.) | Saint-George F.C.  | 1:1      | 1:1       |
| Sucoma Chikwawa    | 1:2             | Fortior Mahajanga  | 1:1      | 0:1       |
| UDIB Bissau        | (a)3:3(a)       | Espoirs Nouakchott | 3:1      | 0:2       |
| Zumunta AC         | 0:8             | Horoya AC          | 0:3      | 0:5       |

1 Sodiam Sports zog vor dem Hinspiel zurück

## 1. Runde
|                          | Gesamt    |                    | Hinspiel | Rückspiel |
| ------------------------ | --------- | ------------------ | -------- | --------- |
| Caïman Douala            | (a)3:3(a) | FC 105 Libreville  | 2:0      | 1:3       |
| Inter Club Brazzaville   | 4:1       | SC Alliance Bouaké | 0:0      | 4:1       |
| KMKM Sansibar            | 3:1       | Simba FC           | 2:0      | 1:1       |
| Kadiogo Club Ouagadougou | 2:0       | Espoirs Nouakchott | 2:0      | 0:0       |
| MA Hussein Dey           | 3:2       | Al Madina Tripolis | 2:1      | 1:1       |
| Mufulira Wanderers       | 4:2       | Fortior Mahajanga  | 3:1      | 1:1       |
| Shooting Stars F.C.      | 3:4       | Horoya AC          | 3:1      | 0:3       |
| Zamalek Kairo            | 3:2       | al-Hilal Omdurman  | 1:1      | 2:1       |

## Viertelfinale
|                    | Gesamt    |                          | Hinspiel | Rückspiel |
| ------------------ | --------- | ------------------------ | -------- | --------- |
| Horoya AC          | 7:4       | Caïman Douala            | 4:1      | 3:3       |
| MA Hussein Dey     | 5:1       | Inter Club Brazzaville   | 3:0      | 2:1       |
| Mufulira Wanderers | 1         | KMKM Sansibar            | w/o      | w/o       |
| Zamalek Kairo      | (a)2:2(a) | Kadiogo Club Ouagadougou | 2:1      | 0:1       |

1  KMKM Sansibar zog vor dem Hinspiel zurück

## Halbfinale
|                          | Gesamt    |                | Hinspiel | Rückspiel |
| ------------------------ | --------- | -------------- | -------- | --------- |
| Kadiogo Club Ouagadougou | (a)3:3(a) | Horoya AC      | 3:2      | 0:1       |
| Mufulira Wanderers       | (a)2:2(a) | MA Hussein Dey | 2:1      | 0:1       |

## Finale
|                | Gesamt |           | Hinspiel | Rückspiel |
| -------------- | ------ | --------- | -------- | --------- |
| MA Hussein Dey | 2:5    | Horoya AC | 1:3      | 1:2       |